# 目黒謙一
目黒 謙一（めぐろ けんいち、1947年5月17日 - 2019年12月2日）は、日本の国家公務員、大蔵・金融官僚。宮城県出身。大蔵省（現・財務省）入省後、主に金融検査畑を歩み、高卒のノンキャリアながら、金融庁で統括検査官や検査監理官などを歴任し、1990年代から2000年代にかけて大手銀行の不良債権問題で辣腕をふるった。享年72。

## 略歴
- 1966年4月 - 大蔵省（現・財務省）入省
- 1980年7月 - 同銀行局検査部金融検査官
- 1991年7月 - 同福岡財務支局理財部金融検査課長
- 1993年7月 - 同大臣官房金融検査部管理課金融証券検査官
- 1998年6月 - 金融監督庁（現・金融庁）検査部検査総括課上席金融証券検査官
- 1999年7月 - 同検査部検査総括課統括検査官（第一部門）
- 2000年7月 - 金融庁検査部総務課統括検査官（第一部門）
- 2003年6月 - 同検査局検査監理官
- 2007年7月 - 同参事
- 2009年8月 - 全国保証（株）参事
- 2010年6月 - 同監査役
- 2019年12月 - 同監査役退任（逝去）[1]

## 人物
- 2002年（平成14年）9月、金融担当大臣（経済財政担当大臣兼任）に竹中平蔵が就任し、同年10月には大手行に対して2005年3月末までに不良債権残高を半減するように要請する「金融再生プログラム」が発表されたが、目黒は不良債権の多かったUFJ銀行の専任となった。「特別検査」ではUFJ銀行が融資先に関する資料を隠蔽・改竄したことが発覚。金融庁は銀行法違反（検査忌避）でUFJ銀行を告発。経営陣は総退陣し、UFJ銀行は東京三菱銀行と合併して三菱東京UFJ銀行となった（2018年に行名を三菱UFJ銀行に改称）[2]（詳細はUFJ銀行#金融庁との対立と特別検査）。
- 2003年（平成15年）～2005年（平成17年）頃、 不良債権問題のため大手行は軒並み赤字決算となり、みずほフィナンシャルグループのシティバンクへの身売り、それを回避するための1兆円増資、三井住友銀行の西川善文頭取の辞任など銀行界に激震が走った。いずれも目黒による厳格な資産査定が行われた金融検査が引き金になっており、「目黒ショック」といわれた。
- 金融検査では「鬼の目黒」と恐れられたが、東北訛りが少しある木訥な人柄で、金融機関に対して決して威圧的な態度はとらなかったと言われている。検査の際も、立ち入る前より会場を綺麗にするよう指示、自らトイレのゴミも拾っていた。[3]。
- 池井戸潤の小説を原作としたテレビドラマ「半沢直樹」（主演：堺雅人）に登場する、金融検査官「黒崎駿一」（演：片岡愛之助）は目黒がモデルと言われている[4]。
- 「黒崎駿一」と目黒の相違点としては、キャリア官僚（目黒はノンキャリ）、国税庁や証券取引等監視委員会への出向歴（目黒は大蔵省、財務省、金融庁以外での勤務はない）、オネエ言葉（目黒は少々東北訛りがある以外は話し方は普通）、長髪（目黒は短髪）等がある。